# پرچم لیبی
پرچم لیبی نخستین بار در ۲۴ دسامبر ۱۹۵۱ میلادی، به دنبال شکل‌گیری پادشاهی لیبی معرفی شد. پرچمی که شامل رنگ‌های پان‌عربیسم بود اولین بار توسط عمر فائق شنیب طراحی شد و شاه ادریس سنوسی که به عنوان نمایندهٔ سازمان ملل از سه منطقهٔ برقه، فزان و تریپولیتانیا در مذاکرات اتحادیهٔ سازمان ملل حضور داشت؛ آن را تأیید کرد.
این پرچم در تاریخ ۱ سپتامبر ۱۹۶۹، همزمان با پایان حکومت شاه ادریس اول کارایی خود را از دست داد. این روند ادامه داشت تا این‌که متعاقب آن شورای ملی انتقالی لیبی و نیروهای ضد قذافی مجدداً آن را تأیید کرده و در تاریخ ۳ اوت ۲۰۱۱، در مادهٔ سهٔ پیش‌نویس منشور قانون اساسی لیبی برای مرحلهٔ انتقالی به عنوان پرچم ملی کشور مطرح کردند.
تحت حکومت معمر قذافی، در بین سال‌های ۱۹۶۹ تا ۱۹۷۷ میلادی، پرچم لیبی متشکل از سه رنگ قرمز، سفید و سیاه بود که در سال ۱۹۷۷ تا ۲۰۱۱ میلادی با پرچم تمام‌سبز جایگزین شد که در آن دوران تنها پرچم در جهان بود که فقط متشکل از یک رنگ و بدون هیچ طرحی بود. هم‌اکنون پرچم لیبی به سه رنگ سرخ در بالا، سیاه در وسط و سبز در پایین به‌همراه طرح ماه و ستارهٔ سفید در وسط رنگ سیاه، به‌عنوان پرچم رسمی این کشور شناخته می‌شود. رنگ قرمز در این پرچم نماد منطقهٔ فزان، رنگ سیاه نماد منطقهٔ برقه و رنگ سبز نماد منطقهٔ تریپولیتانیا است. هلال ماه نماد اسلام و نیز ماه قمری است و ستاره نمادی از امید و نور الهی است که راه را روشنایی و تاریکی را پایان می‌دهد.

## تاریخچه تصویری

طرابلس عثمانی (۱۸۶۴-۱۹۱۱)
جمهوری طرابلس (۱۹۲۳–۱۹۱۸)
لیبی ایتالیا (۱۹۴۷–۱۹۱۱)
اداره نظامی بریتانیا بر لیبی (۱۹۵۱–۱۹۴۷)
منطقه نظامی فزان-غدامس (۱۹۵۱–۱۹۴۷)
امارت برقه (۱۹۵۱–۱۹۴۹)
پادشاهی لیبی (۱۹۶۹–۱۹۵۱)
جمهوری عربی لیبی (۱۹۷۲–۱۹۶۹)
جمهوری اسلامی عرب (۱۹۷۴)
اتحاد جماهیر عربی (۱۹۷۷–۱۹۷۲)
طرح نیروی دریایی اتحاد جماهیر عربی (۱۹۷۷–۱۹۷۲)
جماهیری عربی خلق سوسیالیستی عظمای لیبی (۲۰۱۱–۱۹۷۷)
طرح نیروی دریایی جماهیری عربی خلق سوسیالیستی عظمای لیبی (۱۹۷۷–۱۹۷۲)
دولت لیبی
(هم‌اکنون–۲۰۱۱)

### سایر پرچم‌ها

ارتش ملی لیبی
نیروی زمینی لیبی
نیروی دریایی لیبی
نیروی هوایی لیبی
نیروی پدافند هوایی لیبی
ریاست کل قوای نظامی لیبی

## تاریخچه شکل‌گیری پرچم
پرچم پادشاهی لیبی، پس از استقلال کامل لیبی در سال ۱۹۵۱ میلادی تصویب شد. این پرچم شامل طرح ماه و ستارهٔ سفید در زمینهٔ سه رنگ قرمز-سیاه-سبز است، به طوری که رنگ سیاه دو برابر دو رنگ دیگر عرض دارد. این الگو براساس پرچم مورد استفادهٔ فرقهٔ سنوسیه که بعدها به عنوان پرچم منطقهٔ سیرنائیک شناخته شد و از زمینهٔ تمام‌سیاه به همراه طرح ماه و ستارهٔ سفید در مرکز آن تشکیل می‌شد؛ طراحی شد.
در خاطرات آدریان پلت، عضو اسبق هیئت لیبی در سازمان ملل (۱۹۴۹ تا ۱۹۵۱) از عمر فائق شنیب که رئیس دیوان سلطنتی، نایب رئیس مجلس شورای ملی و وزیر دفاع وقت در زمان سلطنت شاه ادریس سنوسی بود، به عنوان طراح پرچم لیبی یاد شده‌است. براساس نقل قولی از پلت: «در جریان اجلاس قانون اساسی ملی لیبی، یک طرح کاغذی از پرچم ملی پیشنهادی توسط عمر فائق شنیب [عضو ارشد هیئت نمایندهٔ منطقهٔ سیرنائیک] به اجلاس ارائه شد. طرح از سه رنگ تشکیل شده‌بود: قرمز، سیاه و سبز، به همراه یک ماه و ستارهٔ سفید که در مرکز نوار سیاه قرار داشت. آقای شنیب به نمایندگان حاضر در جلسه گفت که این طرح او مورد تأیید امیر سیرنائیک، شاه ادریس سنوسی [که بعداً پادشاه لیبی شد] قرار گرفته‌است. متعاقباً مجمع نیز آن طرح را تأیید کرد.»
این پرچم از زمان استقلال لیبی در سال ۱۹۵۱ میلادی تا کودتای سال ۱۹۶۹، پرچم رسمی این کشور یود. نمادگرایی ماه و ستارهٔ پرچم، در رساله‌ای انگلیسی زبان به نام پرچم لیبی و سرود ملی، به تألیف وزارت ارشاد و اطلاعات پادشاهی لیبی بدین شرح است: «هلال ماه براساس تقویم اسلامی، نماد شروع ماه قمری است و خود یادآور داستان هجرت پیامبرمان محمد از دیارش، به منظور گسترش اسلام و آموزش اصول حق و فضیلت است. ستاره نماد امید سرزندهٔ ما، زیبایی مقصد و غایت و نور اعتقاد ما به خدا، در کشورمان است، شکوه و افتخاری که مسیرمان را روشنایی و تاریکی را پایان می‌دهد.»
مصاحبات متعددی در سال ۲۰۱۱ با ابتسام شنیب و آمال عمر شنیب، تنها فرزندان زندهٔ عمر فائق شنیب، در تأیید گزارش پلت درمورد خاستگاه پرچم، صورت گرفت. در این مصاحبات، ابتسام شنیب به صبحی که پدرش طرح اولیهٔ پرچم را به میز صبحانه آورد و درحالی که دربارهٔ رنگ‌ها و نمادهای پرچم توضیح می‌داد، آن را به ابتسام و برادرش نشان داد، اشاره کرده‌است. براساس گفتهٔ فائق شنیب، «قرمز نماد خون‌های ریخته‌شده در مسیر آزادی لیبی، سیاه یادآور دوران تیرهٔ اشغال لیبی توسط ایتالیایی‌ها و سبز نماد ثروت اولیهٔ کشور، یعنی کشاورزی [زمانی از لیبی با عنوان «سبد کشاورزی» یا «سبد نان»، در دوران امپراتوری عثمانی یاد می‌شد] و آیندهٔ سبز کشور بود. ماه و ستاره هم به عنوان نمادی از فرقهٔ سنوسیه و حکومت شاه ادریس که منجر به استقلال لیبی شد، در مرکز نوار سیاه قرار گرفت.»
در جریان جنگ داخلی لیبی در برابر معمر قذافی، پرچم مصوب ۶۹–۱۹۵۱ میلادی، در کنار شکل‌های متفاوت دیگر، مانند نسخهٔ بدون ماه و ستاره یا بدون نوار سبز، در مناطق تحت اشغال نیروهای ضد قذافی و نیز توسط معترضین در چندین نمایندگی دیپلماتیک لیبی در خارج از کشور، دوباره مورد استفاده قرار گرفت. شورای ملی انتقالی لیبی، تأسیس ۲۷ فوریهٔ ۲۰۱۱، پرچمی را که قبلاً در بین سال‌های ۱۹۵۱ تا ۱۹۶۹ میلادی در پادشاهی لیبی استفاده می‌شد، به عنوان «نشان رسمی جمهوری لیبی» معرفی کرد. این پرچم به‌طور رسمی در مادهٔ سهٔ پیش‌نویس منشور قانون اساسی لیبی برای مرحلهٔ انتقالی تعریف شده‌است:
پرچم ملی باید از شکل و ابعاد زیر تبعیت کند:

طول آن دو برابر عرض آن باشد، باید به سه نوار موازی رنگی تقسیم شده باشد، قسمت بالا قرمز، قسمت وسط سیاه و قسمت پایین سبز است، نوار سیاه باید دو برابر هر کدام از نوارهای دیگر باشد و باید در مرکز آن هلال ماه سفید قرار داشته باشد و بین دو انتهای هلال ماه، باید یک ستارهٔ سفید پنج‌پر وجود داشته باشد.
در ۱۰ مارس ۲۰۱۱، فرانسه اولین کشوری بود که این شورا را به عنوان دولت رسمی لیبی به رسمیت شناخت و همچنین اولین کشوری بود که به کارمندان سفارت لیبی اجازه داد پرچم را برافراشته کنند. در ۲۱ مارس، پرچم این کشور به دست نمایندهٔ دائمی لیبی در سازمان ملل به اهتزاز درآمد و در وب‌سایت رسمی این سازمان ثبت شد، و متعاقب آن در اواخر آگوست توسط اتحادیه کشورهای عرب به رسمیت شناخته شد. در طی ماه‌های بعد سایر سفارت‌خانه‌های لیبی، پرچم سبز قذافی را با پرچم سه‌رنگ جایگزین کردند.

## ساختار و طراحی ظاهری

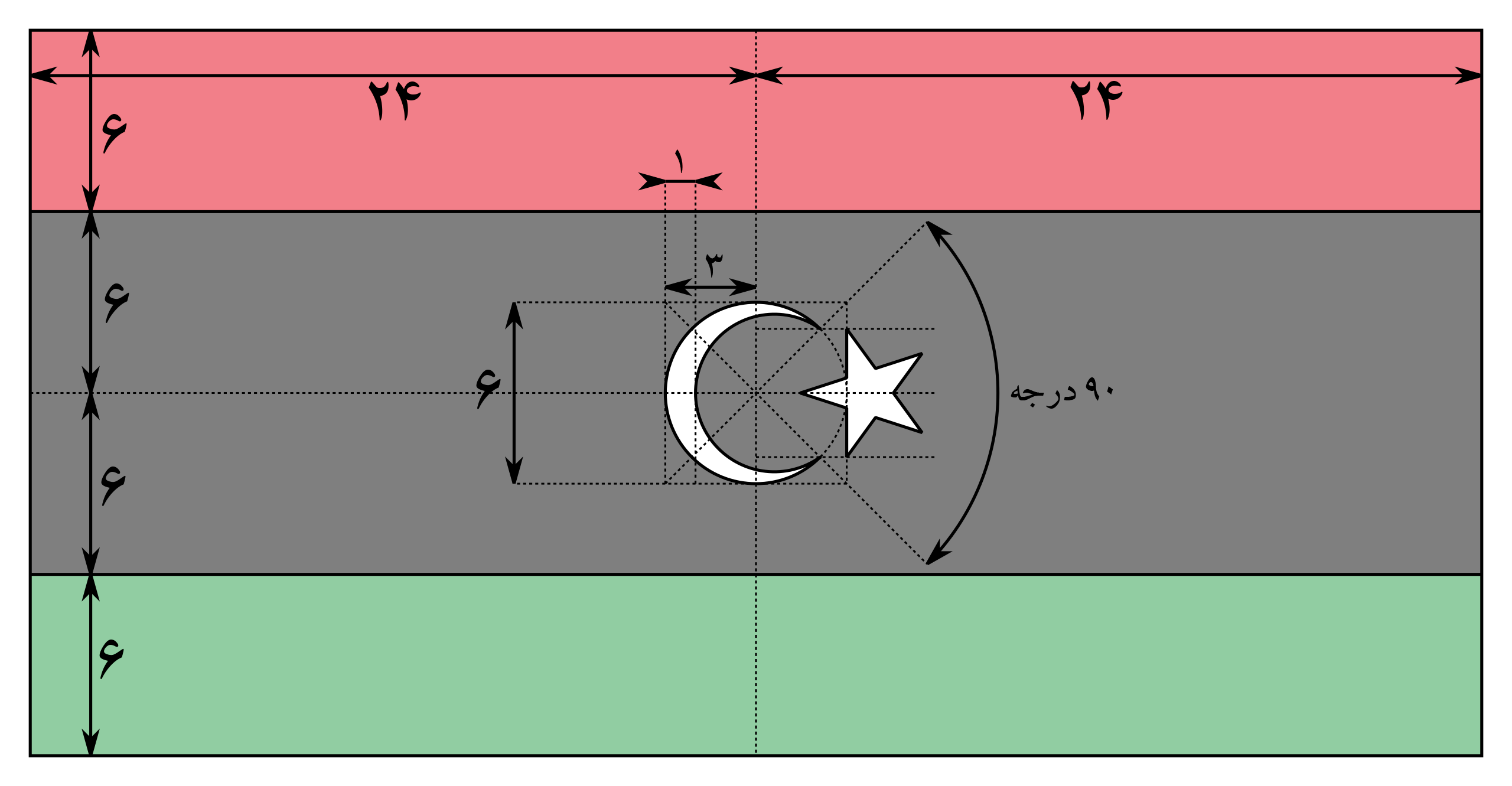

### نمایهٔ رنگ‌های به کاررفته در پرچم
|            | قرمز       | سفید        | سبز        | سیاه      |
| ---------- | ---------- | ----------- | ---------- | --------- |
| آرجی‌بی     | 231/0/19   | 255/255/255 | 35/158/70  | 0/0/0     |
| هگزادسیمال | #e70013    | #FFFFFF     | #239e46    | #000000   |
| سی‌ام‌وای‌کی  | 0/100/92/9 | 0/0/0/0     | 78/0/56/38 | 0/0/0/100 |